# Stephen Hopkins
Stephen Hopkins (7 tháng 3 năm 1707 – 13 tháng 7 năm 1785) là một thành viên nhóm lập quốc Hoa Kỳ, thống đốc của Rhode Island và Đồn điền Providence, thẩm phán trưởng của Tối cao Pháp viện Rhode Island, và là người ký kết bản thảo Hiệp hội Lục địa và Tuyên ngôn độc lập Hoa Kỳ. Ông xuất thân từ một gia đình nổi tiếng ở Rhode Island, và là cháu trai của William Hopkins, một chính trị gia lỗi lạc. Ông cố của ông, Thomas Hopkins đã đi thuyền từ Anh đến Đồn điền Providence cùng với người anh họ Benedict Arnold vào năm 1635 trở thành một trong những người định cư sớm nhất tại nơi này. Về sau, Benedict Arnold đã trở thành thống đốc đầu tiên của thuộc địa Rhode Island theo Hiến chương Hoàng gia năm 1663.
Thủa bé, Hopkins là rất ham mê đọc sách, và đặc biệt tỏ ra chuyên cần trong các bộ môn khoa học, toán học và văn học. Ông trở thành một nhà khảo sát, nhà thiên văn học và là người thực hiện các phép đo trong quá trình sao Kim đi qua Mặt trời, năm 1769. Vào năm 23 tuổi, ông tham gia hoạt động công ích ở thị trấn mới thành lập thời bấy giờ là Scituate, Rhode Island. Hopkins nhanh chóng trở thành thẩm phán của Tòa án chung thẩm, đồng thời phục vụ với tư cách là Chủ tịch Hạ viện và chủ tịch của Hội đồng thị trấn Scituate. Ngoài việc hoạt động tích cực trong các vấn đề dân sự, Hopkins còn là một thương gia thành đạt nhờ vào xưởng đúc sắt của ông. Năm 1750, Hopkins là nhân vật chính chính trong bức tranh châm biếm Sea Captains Carousing in Surinam của John Greenwood. Tháng 5 năm 1747, Hopkins được bổ nhiệm làm thẩm phán của Tối cao Pháp viện Rhode Island, công việc được duy trì cho đến tháng 5 năm 1749. Tiếp đó, vào tháng 5 năm 1751, ông trở thành thẩm phán trưởng thứ ba của cơ quan này, chức vụ được ông nắm giữ kết thúc vào tháng 5 năm 1755. Năm 1755, Hopkins trở thành thống đốc của thuộc địa và bước vào thời kỳ nhiệm kỳ đầu tiên. Chức vị này được Hopkins nắm giữ suốt 9 trong 15 năm tiếp theo của cuộc đời.
Vào thời Hopkins sống, vấn đề về sử dụng đồng tiền tệ và một trong những vấn đề chính trị gây mẫu thuẫn nhất. Samuel Ward, đối thủ chính trị hàng đầu của Hopkins là một người ủng hộ mạnh mẽ cho việc dùng tiền tệ cứng, trong khi Hopkins ủng hộ đồng tiền giấy. Việc cạnh tranh giữa hai chính trị gia đã có lúc lên đến đỉnh điểm khi có lần Hopkins kiện Ward đòi 40.000 bảng Anh, nhưng vụ kiện này cuối cùng không thành công và chính Hopskin là người phải trả một khoản chi phí cho vụ kiện. Samuel Ward, cũng là một đại biểu của Quốc hội Lục địa và đã từng luân phiên với Hopkins làm thống đốc của Rhode Island trong một số nhiệm kỳ. Hai người họ đã trở thành đối thủ gây gắt của nhau. Vào giữa những năm 1760, những bất đồng giữa Hopkins và Ward đã trở thành mối phân tâm nghiêm trọng đối với chính quyền tại Rhode Island, trong tình thế này cả Hopkins và Ward sau đó đã chọn cách xoa dịu lẫn nhau mặc dù ban đầu vẫn không mấy thành công. Đến năm 1768, Samuel Ward và Hopkins thông qua thỏa thuận và không đứng ra tranh cử, ứng cử viên Josias Lyndon đã trở thành Thống đốc thứ 35 của Thuộc địa Rhode Island và Đồn điền Providence.
Năm 1770, một lần nữa Hopkins đảm nhiệm chức vụ Thẩm phán trưởng của Tối cao Pháp viện Rhode Island, ông đảm nhận vai trò xử lý chính trong Vụ Gaspee vào năm 1772, khi nhóm công dân tại Rhode Island trong lúc nổi giận đã tấn công ngoài khơi lên một con tàu hải giám Anh Quốc. Năm 1774, với tư cách là một trong hai đại biểu cho Rhode Island, ông được giao nhiệm vụ tham dự Đại hội Lục địa lần thứ nhất cùng với Samuel Ward. Tên tuổi của Hopkins đã trở nên nổi tiếng tại Mười ba thuộc địa Anh-Mỹ vào năm năm trước khi Hopkins cho xuất bản một bài tiểu luận nhỏ mang tên The Rights of Colonies Examined để chỉ trích Quốc hội Anh cùng chính sách thuế tại quốc gia này.
Hopkins đã ký bản Tuyên ngôn độc lập Hoa Kỳ vào mùa hè năm 1776, tại thời điểm này, một bên cánh tay của ông gặp phải chứng tê liệt nghiêm trọng. Ông đã ký bản tuyên ngôn bằng tay phải và dùng tay trái nắm chặt tay còn lại và nói rằng, "Chỉ có tay tôi run, nhưng trái tim tôi thì không." Hopkins vẫn phục vụ trong Quốc hội Lục địa đến tháng 9 năm 1776, sau đó ông đã từ chức vì sức khỏe suy giảm. Ông là một người ủng hộ nhiệt thành cho  Trường Đại học thuộc địa Rhode Island và các đồn điền Providence của Anh (được đổi tên thành Đại học Brown về sau), và đồng thời cũng là hiệu trưởng danh dự đầu tiên của trường học này. Ông qua đời tại Providence vào năm 1785 ở tuổi 78 và được chôn cất ở Nghĩa trang Burial Ground của thành phố này. Stephen Hopkins được coi là một nhà chính khách vĩ đại nhất của Rhode Island. Trước đó, năm 1774, Hopkins nắm giữ sáu hoặc bảy người nô lệ, khiến ông nằm trong số 5% những chủ nô hàng đầu ở Providence vào thời đại này.

## Niên thiếu
Stephen Hopkins sinh ra ở Providence tại Thuộc địa Rhode Island và Đồn điền Providence, là con thứ hai trong một gia đình có chín anh chị em, cha mẹ ông là William và Ruth Hopkins (nhủ danh Wilkinson). Ông nội của Stephen, William Hopkins, là một chính trị gia thuộc địa nổi bật và đã phục vụ hơn 40 năm với tư cách là dân biểu từ Providence, Chủ tịch Hạ viện và là thiếu tá. Bà nội của Stephen, Abigail Whipple Hopkins, là con gái của John Whipple, một trong những người định cư ban đầu sớm nhất tại Providence, bà Abigail cũng là em gái của Joseph Whipple, một thương gia tại Providence giàu có, đồng thời là cô của Joseph Whipple Jr, Phó Thống đốc thứ 27 và 29 của Thuộc địa Rhode Island. Ông Thomas Hopkins, cụ cố của Stephen là một trong những người đầu tiên di cư đến Đồn điền Providence. Thomas là một đứa trẻ mồ côi và được nuôi nấng bởi người cậu William Arnold, và vào năm 1635 ông cùng với những người nhà Arnold trong đó có Benedict Arnold (em họ của Thomas) di cư đến New England, người sau này đã trở thành thống đốc đầu tiên của Thuộc địa Rhode Island và Đồn điền Providence theo Hiến chương Hoàng gia vào năm 1663.
Hopkins trải qua phần lớn những năm đầu đời của mình tại phía bắc của Providence, một khu vực có nhiều cây cối được gọi là ngọn Đồi Chopmist, về sau nơi này trở thành thị trấn Scituate của Rhode Island. Vào thời điểm đó, khu vực này không có trường học, Hopkins đã tự bổ sung kiến thức cho mình bằng việc đọc ngấu nghiến những cuốn sách và tài liệu có sẵn trong gia đình. Irving Richman, một nhà sử học đã đề cập Hopkins là "một cậu học sinh nghiêm túc và chuyên cần, thường dành phần lớn thời gian của mình để đọc sách những lúc thư nhàn." John Sanderson viết rằng, "Hopkins hồi trẻ gắn bó với việc nghiền ngẫm về sách và vĩ nhân." Hopkins thừa hưởng được khả năng khảo sát từ người ông ngoại Samuel Wilkinson. Ông đã sử dụng kỹ năng này trong việc thiết kế đường phố và tạo dựng bản đồ thị trấn Scituate, và cũng như cho chính Providence sau này. Khi Hopkins 19 tuổi, ông lấy vợ và nhận từ cha 70 mẫu Anh (28 ha) và từ ông nội 90 mẫu Anh (36 ha).

## Con đường chính trị và thương mại
Hopkins bắt đầu hoạt động công ích vào năm 1730 khi ông 23 tuổi, và trở thành Thẩm phán hoà giải cho thị trấn Scituate mới thành lập bấy giờ, vị trí này được ông giữ cho đến năm 1735. Ông cũng làm thư ký tại Scituate vào năm 1731, một công việc được ông nắm giữ suốt 11 năm cho đến khi chuyển đến Providence năm 1742. Sau nhiệm kỳ thẩm phán cho thị trấn Scituate, ông giữ chức vụ Inferior Court of Common Pleas và General Sessions từ năm 1736 đến 1746, trong năm năm cuối ông còn làm thư ký tòa. Một số chức vụ khác được Hopkins nắm giữ trong thời gian này gồm chủ tịch Hội đồng thị trấn, đại biểu và là Chủ tịch Viện dân biểu. Năm 1744, Hopkins được bầu trở thành đại biểu Providence, chức vụ này được ông giữ trong bảy năm tiếp theo, và dành hai năm phục vụ với tư cách là Chủ tịch Viện dân biểu trong khoản thời gian này.

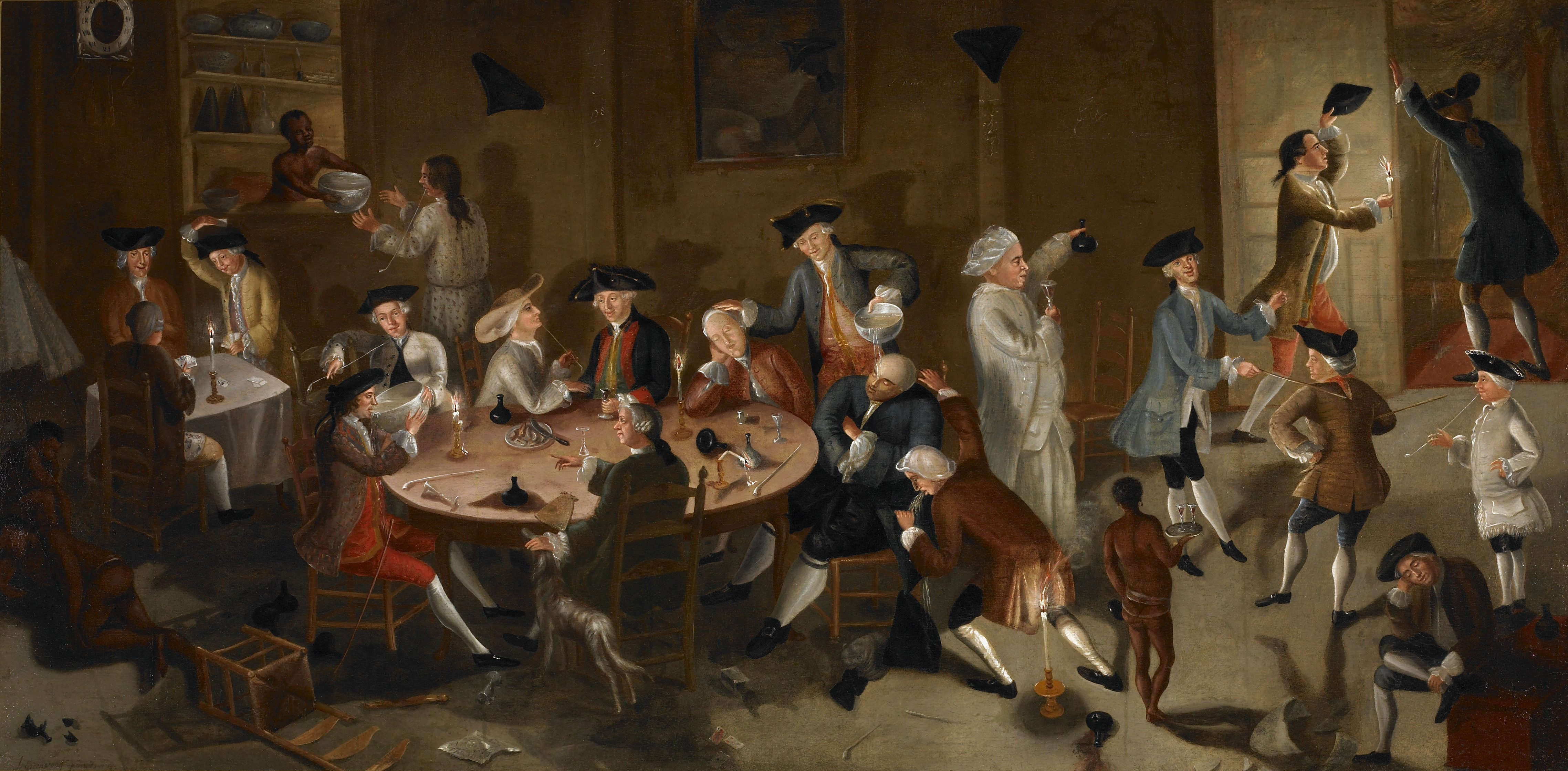
Sea Captains Carousing in Surinam, một bức tranh châm biếm thập niên 1750 bởi John Greenwood miêu tả các thương gia của Rhode Island trong đó có Hopkins (người ngủ gật trên bàn)

Hopkins bán trang trại của mình ở Scituate vào năm 1742 để chuyển đến định cư tại Providence. Tại đây, ông đã bỏ ra nhiều công sức trong việc giúp ngành thương mại phát triển. Ông trở thành một thương gia đóng, chủ sở hữu và trang bị các thiết bị cho những con tàu, Hopkins cũng là một trong những chủ sở hữu của con tàu lùng tên Reprisal vào năm 1745, phi vụ được hợp tác với con trai của Thượng tá Peter Mawney là ông John Mawney, cảnh sát trưởng của Providence. Giữa những năm 1750, John Greenwood, một họa sĩ vẽ chân dung ở Boston được một nhóm thuyền thương nhân và thuyền trưởng, trong đó có Hopkins, thuê để vẽ ra một bức họa châm biếm. Họa phẩm này đã vẽ lên một bức tranh gồm những người đàn ông kẹt lại tại một thương cảng lớn ở Suriname nằm trên bờ biển phía bắc Nam Mỹ, vùng mà Greenwood sinh sống vào thời điểm đó. Greenwood đã phát họa một khung cảnh trong một quán rượu gồm 22 người, thể hiện chính mình được bao quanh giữa những thương nhân giàu có khác, nhiều người trong số những thương gia này bị biếm họa trong tình trạng say rượu.
Một trong những công việc của Hopkins sau này là hoạt động như một nhà kinh doanh và sản xuất, ông đã hợp tác cùng với nhóm anh em Moses, Nicholas, Joseph và John Brown để thành lập Hope Furnace. Khu xưởng này chuyên thực hiện những việc liên quan đến đúc sắt cũng như việc sản xuất gang thỏi và đại bác phục vụ trong Chiến tranh Cách mạng. Về sau việc quản lý nhà xưởng đã được giao cho Rufus, con trai của Hopkins trong bốn thập kỷ.

### Trở thành Thống đốc

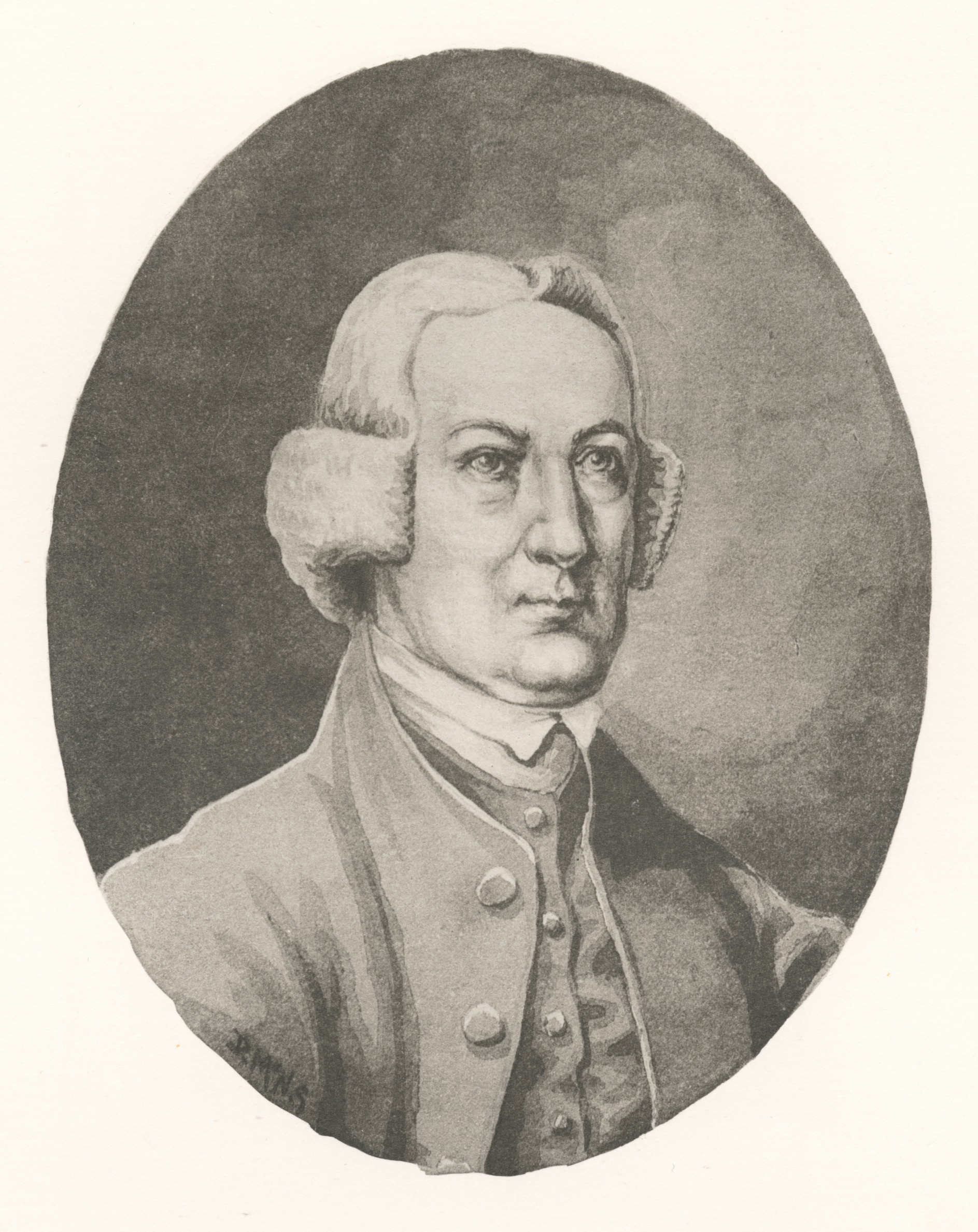
Samuel Ward (trong ảnh), đối thủ chính trị hàng đầu cạnh tranh với Hopkins trong việc dùng đồng tiền tệ

Hopkins nhậm vào nhiệm kỳ thống đốc đầu tiên vào năm 1755, khi ông đánh bại người tiền nhiệm trước đó William Greene với tỷ số cách biệt không quá lớn. Khoảng thời gian này, Hopkins chủ yếu bận rộn với luật pháp và công việc liên quan đến cuộc chiến đang diễn với Pháp. Với thất bại của Thiếu tướng Braddock và việc đóng chiếm Pháo đài Crown Point đã khiến Rhode Island gửi một lực lượng đến Albany. Cuối năm trước đó, Hopkins và Tổng chưởng lý Daniel Updike, là một đại biểu từ Rhode Island khác đã đến Đại hội Albany, hội nghị này được triệu tập với mục đích thảo luận về các vấn đề bảo vệ các thuộc địa chung đồng thời mở một hội nghị mới với năm bộ lạc da đỏ sống tại đây để yêu cầu sự viện trợ của họ trong việc ngăn sự xâm lược của Pháp. Hopkins cùng những nhà lãnh đạo khác đã xem qua bản kế hoạch ban đầu do Benjamin Franklin đề xuất cho việc thống nhất các vấn đề về thuộc địa, nhưng các nguyên tắc của bản kế hoạch cuối cùng đã bị bác bỏ ở các thuộc địa và cả Vương quốc Anh. Vào tháng 2 năm 1756 thời điểm bùng nổ chiến tranh với Pháp, 500 người đàn ông sinh sống tại Rhode Island đã được Đại hội đồng huy động tham gia vào trận đánh Hồ George ở New York.
Sau hai năm trên cương vị của mình, Hopkins bị đánh bại bởi William Greene trong việc cạnh tranh chức Thống đốc, nhưng việc Greene qua đời khi đang tại chức vào tháng 2 năm 1758, khiến Hopkins một lần nữa đảm nhiệm vai trò này. Khi đó, một trong những vấn đề gây mâu thuẫn nhất trong chính trị là việc sử dụng giữa hai loại đồng tiền tệ là đồng tiền cứng và đồng tiền giấy, so với việc dùng tiền tệ cứng, Hopkins đã ủng hộ cho việc sử dụng tiền giấy. Vấn đề chính trị gây mâu thuẫn thứ hai vào thời này là lợi ích giữa Newport và Providence. Trong nhiều năm, Hopkins đã vướng vào cuộc tranh chấp gay gắt với Samuel Ward thuộc Westerly, người ủng hộ mạnh mẽ trong việc sử dụng đồng tiền tệ cứng và là một người đặt lợi ích của Newport hàng đầu, Hopkins sau đó đã kiện Ward tội danh vu khống và đòi 40.000 bảng Anh. Vụ kiện này được đưa qua Massachusetts để được xét xử một cách công bằng; vào năm 1759, kết quả phán quyết cuối cùng nghiêng về phía bất lợi cho Hopkins, và chính ông đã phải trả giá cho vụ kiện này.
Trong mười năm, Hopkins và Samuel Ward luân phiên nhau làm Thống đốc của thuộc địa, cả Ward và Hopkins đều là người đứng đầu của một đảng thế lực khác nhau. Ward là người dẫn dắt cho sự giàu có và chủ nghĩa bảo thủ tại Quận Newport, Narragansett và Kent, trong khi Hopkins đại diện cho sức mạnh ngày càng tăng của các quận Providence và Bristol. Hai chính trị gia được ví như những đấu sĩ trên đấu trường, luôn thèm muốn diệt trừ lẫn nhau. Cuối cùng, Ward đánh bại Hopkins thông qua bầu cử và nắm giữ chức vụ Thống đốc vào năm 1762.

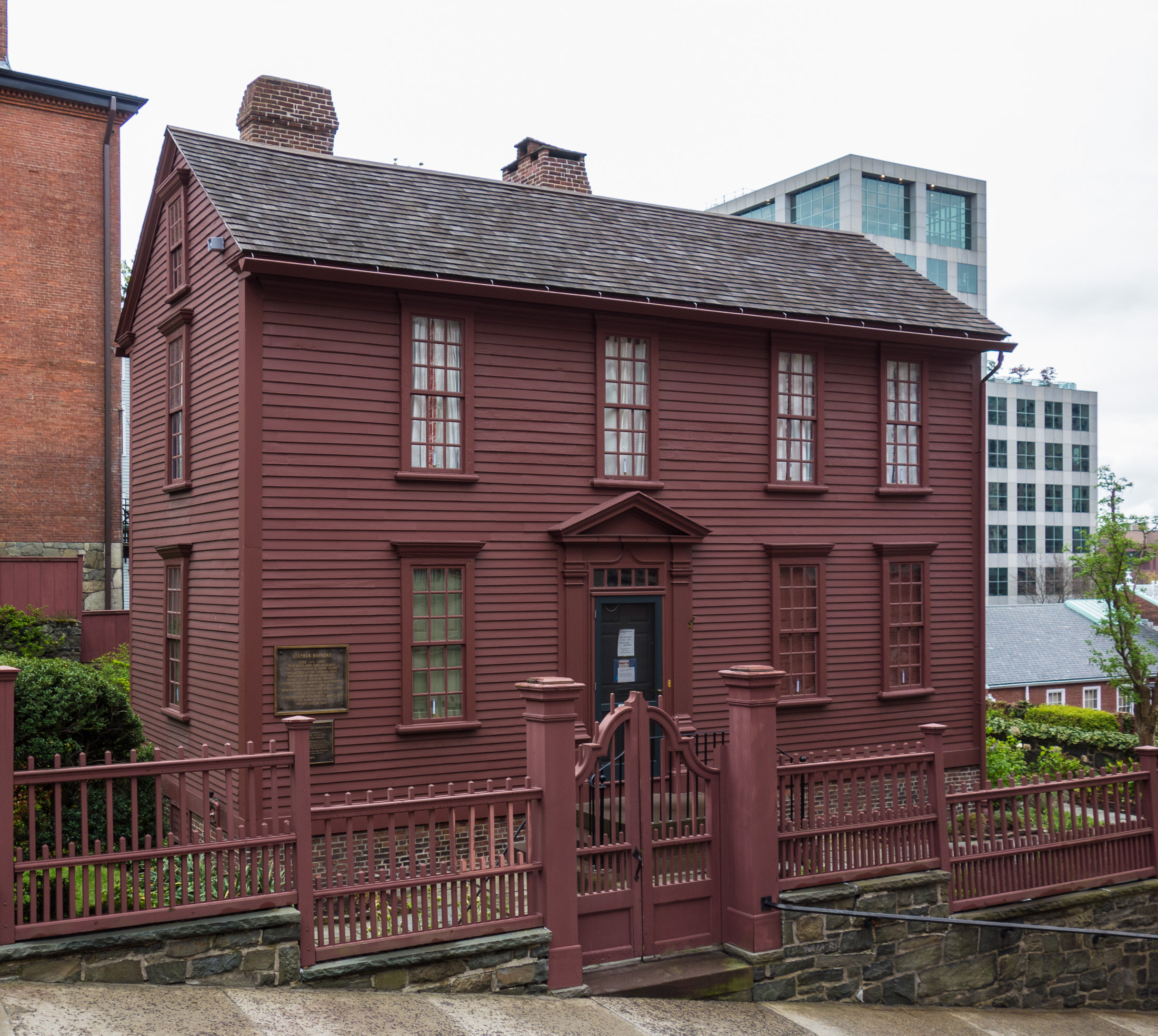
Nhà Thống đốc Stephen Hopkins, nằm tại số 15 Phố Hopkins, Providence

Năm 1763, Hopkins giành lại chức thống đốc, dấu hiệu hòa bình giữa Hopkins và Ward chỉ xuất hiện vào một năm sau khi Ward viết thư cho Hopkins yêu cầu cả hai nên từ bỏ "tham muốn đứng đầu chính phủ." Cùng ngày này, Hopkins không biết về lá thư, ông viết thư cho Ward để bổ nhiệm Ward nhận chức phó thống đốc, một vị trí trống sau cái chết của John Gardner. Cuối cùng, cả Hopkins và Ward đều không chấp nhận đề xuất lẫn nhau, nhưng giai đoạn này giữa hai chính trị gia trở thành khởi đầu cho sự hợp tác sau này.
Đầu năm 1765, nghị viện và hạ viện của Quốc hội Anh thông qua về một đạo luật mang tên Đạo luật Tem. Đạo luật là một trong những kế hoạch nhầm áp thuế hải quan vào các thuộc địa, chỉ thị nêu rằng tất cả các tài liệu thương mại chính thức phải được viết trên giấy có tem xác nhận và bán với giá được cố định bởi các quan chức chính phủ, đồng thời chỉ thị cũng áp dụng thuế đối với báo chí. Quốc hội có quyền trong việc đánh thuế vào các thuộc địa cũng như việc tăng thuế đối với các sản phẩm như đường, cà phê và các loại mặt hàng khác, đồng thời yêu cầu hai loại mặt hàng là gỗ và sắt từ các thuộc địa Anh-Mỹ chỉ được xuất khẩu sang Vương quốc Anh. 
Tin tức về nội dung của đạo luật này mang lại đã khiến người dân Mỹ tức giận, và Samuel Adams ở Massachusetts phải mời tất cả quan chức của các thuộc địa đến tham dự một đại hội đại biểu ở New York để thảo luận về việc giảm bớt các khoản thuế được đề ra trước đó mang tính bất công. Vào tháng 8 năm 1765, Đại hội đồng Rhode Island đã thông qua một nghị quyết theo chính trị gia của Virginia là ông Patrick Henry. Nhà phân phối tem của Rhode Island được bổ nhiệm là Augustus Johnson, nhưng ông đã từ chối nhiệm vụ này vì cho rằng "trái với điều mà Chúa tối cao tức nhân dân mong muốn." Cuộc họp tại  East Greenwich của Đại hội đồng Rhode Island vào tháng 9 năm 1765, chọn các đại biểu tham dự đại hội ở New York và quyết định bổ nhiệm một ủy ban xem xét Đạo luật Tem 1765. Ủy ban đưa ra sáu nghị quyết loại trừ mọi sự ưu ái đối với  Anh Quốc trừ khi những bất lợi từ đạo luật mang lại được giải quyết. Đạo luật tem chính thức bị bãi bỏ vào năm 1766, tin tức được đưa đến Mỹ vào tháng 5 cùng năm đó và công dân Mỹ đã tỏ ra vui mừng.
Năm 1764, một đạo luật được thông qua nhầm mục đích thành lập trường đại học tại Rhode Island. Hopkins và Ward đều là những người ủng hộ nhiệt thành cho một cơ sở giáo dục đại học ở thuộc địa, và cả hai chính trị gia đã trở thành ủy viên của hội đồng ủy thác ủy của Rhode Island College. Hopkins cũng đã trở thành một trong những nhà tài trợ hào phóng nhất và là hiệu trưởng đầu tiên của trường học này, một vị trí được ông giữ trong suốt nhiều năm cho đến khi qua đời vào năm 1785.

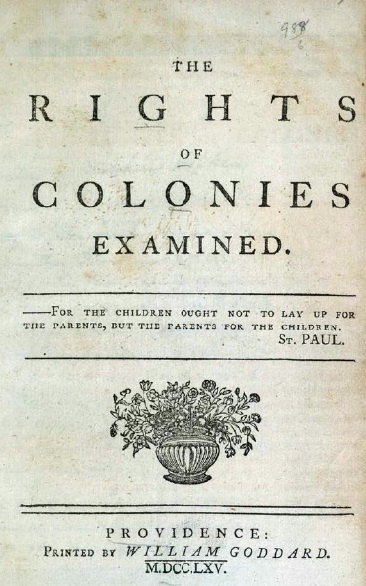
(Ảnh) Tiểu luận nhỏ của Hopkins được lưu hành rộng rãi ở Mười ba thuộc địa của Anh tại Bắc Mỹ.

Vào năm 1767, cuộc tranh cử vào chức thống đốc Rhode Island của Hopkins là cuộc tranh cử gây gắt nhất trong sự nghiệp chính trị của ông, nhưng Hopkins cuối cùng đã đánh bại Ward với kết quả áp đảo chưa từng có trong bất kỳ cuộc đối đầu nào giữa hai người. Đến năm 1768, Hopkins đưa ra lời đề xuất với Ward nhầm khuyên nhủ cả Ward và ông nên từ bỏ yêu sách cạnh tranh trong cuộc bầu cử và đồng ý cho việc chọn ra một ứng viên thỏa hiệp thay thế. Ông Ward đã chấp thuận lời nghị này và Josias Lyndon là người tiếp theo được bầu để trở thành thống đốc, Hopkins về sau đã trở thành bạn thân của Ward và tình bạn giữa ông vẫn được truy trì trong suốt quãng thời gian sau này.

### Tiểu luậnThe Rights of Colonies Examined
Tháng 11 năm 1764, Đại hội đồng Rhode Island cho xuất bản một cuốn sách tiểu luận nhỏ do chính Hopkins biên soạn mang tên The Rights of Colonies Examined (tạm dịch: Quyền của các thuộc địa được kiểm tra). Bài tiều luận này chủ yếu nhắm đến Đạo luật tem và trong việc tạo dựng danh tiếng của Hopkins với tư cách là một nhà lãnh đạo cách mạng, cuốn sách chỉ trích thuế và Nghị viện này đã được phân phối một cách rộng rãi. Văn bản trong bài tiểu luận được bắt đầu rằng, "Tự do là phúc lành lớn nhất mà con người được thụ hưởng, chế độ nô lệ là lời trù rủa nặng nề nhất mà về cơ bản con người có thể mắc phải;" nội dung bài tiểu luận đưa ra một đánh giá rõ ràng về mối quan hệ của các thuộc địa Anh-Mỹ. Bài luận văn của Hopkins đã nhận được sự lưu hành rộng rãi cũng như sự tán thành nồng nhiệt từ khắp các thuộc địa. Nhà sử học Thomas Bicknell gọi bài luận là "tài liệu đáng lưu tâm nhất được xuất bản trong thời kỳ trước Chiến tranh Cách mạng."  Ông Thomas Hutchinson, Thống đốc Massachusetts nhận xét về bài báo rằng, "Bài tiểu luận của Hopkins có chất lượng cao hơn bất kỳ các bài báo thuộc địa nào trước đây." Hopkins được công nhận là một trong những nhà lãnh đạo dư luận của các thuộc địa và tiểu luận The Rights of Colonies Examined của ông đã được xuất bản rộng rãi.

### Thẩm phán trưởng Tối cao Pháp viện Rhode Island
Tháng 5 năm 1747, Hopkins lần đầu tiên được bổ nhiệm chức vụ thẩm phán tại Tòa thượng thẩm Rhode Island, có tên chính thức dài dòng là "Superior Court of Judicature, Court Of Assize, and General Gaol Delivery; tạm dịch: Tòa thượng thẩm Tư pháp tối cao, Tòa án Đại hình hay Tổng gia tù." Năm 1751, Hopkins trở thành người thứ ba nhậm vào chức Thẩm phán của tòa án này, chức vụ được ông nắm giữ cho đến khi trở thành thống đốc năm 1755. Vào năm 1770, Hopkins một lần nữa được bầu vào vị trí Thẩm phán trưởng tòa án sau tổng cộng chín năm trên cương vị là một thống đốc; Hopkins giữ vị trí này đến tháng 10 năm 1775, ngoài ra, ông cũng giữ chức đại biểu của Quốc hội Lục địa.

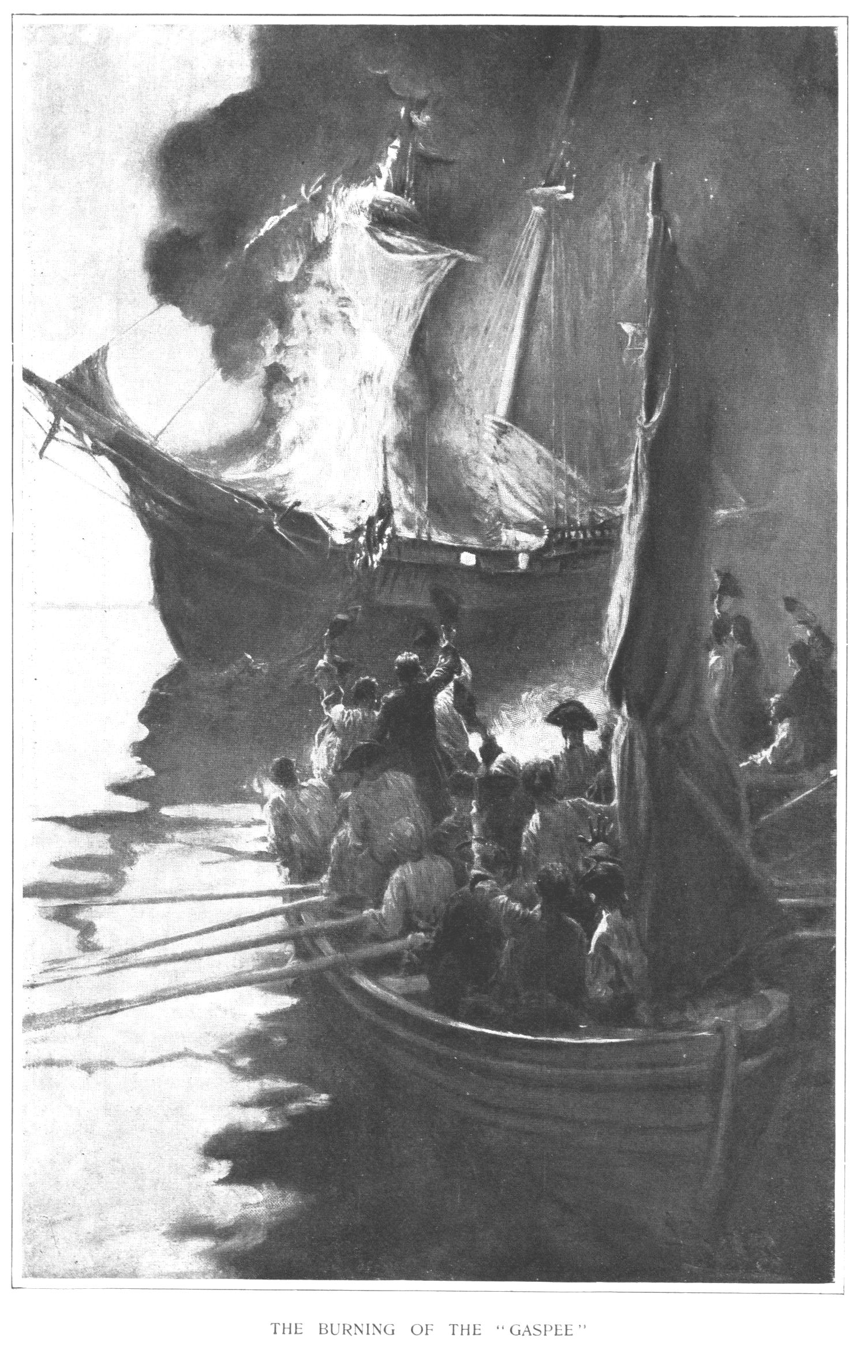
Bức tranh mô tả đốt cháy con tàu Gaspée

Môt sự kiện quan trọng diễn ra trong nhiệm kỳ cuối cùng của Hopkins là Vụ Gaspee được chính Hopkins giải quyết trên cương vị là một thẩm phán trưởng. Vào tháng 3 năm 1772, Phó Thống đốc Darius Sessions của Providence đã gửi một lá thư bày tỏ những lo ngại của mình đến Thống đốc Joseph Wanton ở Newport, sau khi tham khảo ý kiến của Hopkins. Sessions bày tỏ sự cảnh giác đối với con tàu hộ tống Gaspee của Anh đi qua Vịnh Narragansett, tàu này đã dừng lại để kiểm tra các con tàu thương mại và hậu quả là làm gián đoạn sự thông thương đường thủy. Sessions đã viết:
Tôi đã tham khảo qua ý kiến của Thẩm phán trưởng Hopkins, ông ấy nói rằng không có người chỉ huy con tàu nào lại có quyền dùng bất cứ quyền lực chỉ huy của mình trong đất của Thuộc địa mà không đệ đơn xin phép Thống đốc và dùng sự cho phép này để thực hiện nghĩa vụ của mình – một điều được Thống đốc báo với tôi là một điều lệ phổ biến tại Thuộc địa này.

Sessions nổ lực yêu cầu thống đốc thực hiện các biện pháp buộc chỉ huy tàu phải nhận trách nhiệm. Một loạt thư tư dọa dẫm giữa thống đốc và chỉ huy của Gaspee là Trung úy William Dudingston và Đô đốc John Montagu, cấp trên của Dudingston đã được gửi đi sau đó. Đêm rạng sáng từ ngày 9 đến 10 vào tháng 6, trong lúc phẫn nộ một nhóm cư dân thuộc địa Mỹ đã quyết định đốt cháy tàu Gaspee. Sau vụ việc này, về mặt chính thức buộc ông Sessions chọn cách tỏ ra nổi cơn thịnh nộ và ngụ ý muốn hỗ trợ chính quyền thuộc địa Anh trong việc tìm ra thủ phạm đưa trước công lý. Nhầm giảm bớt áp lực trước chính quyền Anh Quốc, các quan chức chính phủ tại Rhode Island bắt tay vào tìm ra thủ phạm đốt cháy con tàu. Tuy nhiên, cả Sessions và Hopkins đã ngầm cố gắng che giấu tất cả những bằng chứng có thể tìm được trong việc xác định danh tính của những người thủ phạm.
Một ủy ban hoàng gia được chỉ định bởi người Anh nhầm tham gia vào công việc điều tra vụ án và đưa ra yêu cầu rằng bất kỳ người bị truy tố nào được xác định phải được đưa về Anh để xét tội. Lo ngại nghiệm trọng đối với quyền tự do của cư dân địa phương đã thúc đẩy thành lập nên Ủy ban Thư tín. Thống đốc Massachusetts Hutchinson, một người trung thành với chính quyền thuộc địa, kiên quyết thúc giục Vương quốc Anh xóa bỏ Hiến chương Hoàng gia Rhode Island nên càng làm người dân thêm bức xúc.
Sessions trao đổi với Hopkins cùng luật sư John Cole và Moses Brown, bốn người họ đã cùng nhau soạn một lá thứ gửi cho chính khách của Massachusetts, ông Samuel Adams. Adams hồi đáp bằng lời kêu gọi thúc giục chính quyền Rhode Island tiếp tục giữ thế thách thức, hoặc ngăn chặn bằng các vấn đề nảy sinh khi thành lập một ủy ban hoàng gia. Thống đốc Wanton là người đứng đầu ủy ban này nhưng ông lại về phía Sessions và Hopkins nhằm làm thất bại các mục tiêu của ủy ban. Sessions cùng Hopkins và những người khác phối hợp trong việc nổ lực phi tang chứng cứ, cũng như dọa dẫm các nhân chứng và làm giảm đi sự tin tưởng của những người đứng ra làm chứng. Những thủ phạm đứng sau vụ đốt cháy con tàu cũng được đa số đông đảo cư nhân tại Rhode Island ủng hộ và giữ kín về danh tính. Một năm sau đó, kết thúc cuộc truy tìm của ủy ban hoàng gia của người Anh và không có một bản báo cáo nào về danh tính thủ phạm được đưa ra.

### Quốc hội Lục địa
Cuộc họp Đệ nhất Quốc hội Lục địa lần đầu tiên diễn ra vào năm 1774, Hopkins và Ward là hai đại biểu đại diện của Rhode Island. Khi đó Hopkins, đã 68 tuổi, ông là người lớn tuổi nhất trong số tất cả các thành viên đại biểu vào thời điểm đó, và chỉ có Hopkins là đại biểu duy nhất từng cùng Benjamin Franklin tham dự Đại hội Albany vào 20 năm trước. Trong nhiều năm, Hopkins gặp phải chứng tê liệt ở tay và làm ảnh hưởng lớn đến năng lực viết của ông. Tại hội nghị này, Henry Arniett Brown đã viết về Hopkins rằng, "người ngồi đằng kia là người già nhất trong số họ. Dáng ông hơi nghiêng, những lọn tóc thưa thớt, vầng trán của ông trĩu xuống vì tuổi tác và lòng phụng sự tận tụy, đôi tay của ông run khi đặt chúng vào lòng. Đó là Stephen Hopkins."
Hội nghị Đệ nhất Quốc hội Lục địa được triệu tập với mục đích xem xét các đối sách của Vương quốc Anh nhầm đảm bảo quyền lợi và đặc quyền của 13 thuộc địa. Cả Hopkins và Ward trước đó đều dự đoán rằng độc lập sẽ chỉ xuất phát từ chiến tranh. Hopkins nói với các cộng sự của mình tại Quốc hội: "Thuốc súng và đạn sẽ quyết định cho câu hỏi. Riêng khẩu súng và lưỡi lê sẽ kết thúc cuộc đấu giao chiến này, và bất kỳ ai trong số các anh không thể điều chỉnh sự tập trung của mình vào cuộc dao chạm, tốt hơn là nên rút lui kịp thời."

Bức tranh Tuyên ngôn độc lập của John Trumbull. Hopkins được phác họa đứng phía sau gần cửa ở bên trái.

Sau các cuộc tấn công nhấm vào tháng 4 tại Lexington và Concord, Đệ Nhị Quốc hội Lục địa diễn ra vào ngày 10 tháng 5 năm 1775 và Hopkins một lần nữa là đại biểu tham dự cuộc họp này. Đại hội này được triệu tập với mục đích điều hành chiến lược chiến tranh, và sau đó tiến hành việc tuyên bố độc lập của Hoa Kỳ khỏi Vương quốc Anh. Tháng 7 năm 1775, quốc hội áp dụng hệ thống bưu chính quốc gia được đề xuất bởi ông William Goddard, và Benjamin Franklin trở thành Tổng Bưu tá trưởng Hoa Kỳ đầu tiên. Đây là một ý tưởng đã được Rhode Island thực hiện vào một tháng trước đó. Đến tháng 12 năm 1775, Hopkins góp mặt trong ủy ban để báo cáo về kế hoạch trang bị vũ khí hải quân cho các quân đội thuộc địa. Lượng kiến thức mà Hopkins sở hữu về kinh doanh vận tải biển được ông phục vụ với tư cách là thành viên của ủy ban hải quân Quốc hội vốn thành lập nhầm mục đích mua, trang bị cũng như vận hành những con tàu đầu tiên của Hải quân Lục địa mới đã trở nên thực sự hữu ích. Hopkins là người có công trong việc xây dựng nên bộ luật hải quân Hoa Kỳ và soạn thảo ra các nguyên tắc cũng như những quy định cần thiết để phục vụ cho công việc quản lý một tổ chức hàng hải non trẻ vừa mới ra đời hồi Chiến tranh Cách mạng Mỹ. Hải đội hải quân đầu tiên của Mỹ được hạ thủy vào ngày 18 tháng 2 năm 1776. Ngoài ra, Hopkins từng sử dụng sức ảnh hưởng của mình để giữ vị trí tổng tư lệnh hải quân mới cho người em trai Esek Hopkins, tuy sau này có kết cuộc không tốt.
Thuộc địa Rhode Island và Đồn điền Providence chính thức tuyên bố tách khỏi Anh Quốc thông qua một cuộc bỏ phiếu dường như thống nhất vào ngày 4 tháng 5 năm 1775; Mười ba thuộc địa Mỹ tuyên bố tách khỏi Anh trở thành một phần văn bản phê chuẩn trong bản Tuyên ngôn Độc lập Hoa Kỳ được thông qua bởi Quốc hội Lục địa vào ngày 2 tháng 7. Hopkins là một trong những người ký vào bản tuyên ngôn độc lập, ông ký văn bản bằng tay phải và nâng đỡ nó bằng cánh tay trái, Hopkins nói, "chỉ có tay tôi run, nhưng trái tim tôi thì không." Cuộc hội họp của nhóm lập quốc Hoa Kỳ được mô tả trong tác phẩm nghệ thuật Tuyên ngôn Độc lập bởi họa sĩ người Mĩ John Trumbull, trong đó hình ảnh Hopkins được phác họa là người đội mũ và đứng ở phía sau.

Những đóng góp của Hopkins trong các phiên họp quốc hội được John Adams đánh giá cao như sau:
Thống đốc Hopkins của Rhode Island, người trên bảy mươi tuổi đã giữ cho tất cả chúng tôi sống. Trong công việc, kinh nghiệm và trí phán đoán của ông rất hữu ích. Nhưng khi công việc buổi tối kết thúc, ông vẫn trò chuyện với chúng tôi cho đến mười một giờ và đôi khi đến tận mười hai giờ. Thói quen của ông là không uống gì cả ngày và cũng như đến lúc 8 giờ, vào buổi tối, và sau đó thức uống của ông là rượu Rum và nước. Việc làm này mang lại cho ông sự nhuệ mẫn, khiếu hài hước, kỹ năng kể chuyện, khoa học và học tập. Ông đã tìm hiểu từ lịch sử Hy Lạp, La Mã và cả Vương quốc Anh: và đặt biệt thân thuộc với thơ văn Anh từ những thi sĩ Pope, Tompson cũng như cả Milton... Và dòng tâm hồn của ông đã biến tất cả những gì mà ông từng đọc được thành của chúng tôi, và ông dường như khơi gợi lại những hồi ức trong tất cả chúng tôi về những gì chúng tôi từng được đọc. Vào những ngày ấy tôi không thể ăn hay uống gì. Các quý ông thường cư xử rất có chừng mực. Về Hopkins, ông không bao giờ uống rượu quá mức, nhưng thứ ông uống không những chuyển hóa ngay lập tức thành trí tuệ sáng suốt, ý thức, kiến thức và dòng tâm trạng tốt mà còn là truyền cảm hứng cho tất cả chúng tôi về những phẩm chất tương tự.

## Hopkins và chế độ nô lệ
Stephen Hopkins là một chủ nô và có sở hữu nô lệ, giống như phần lớn những chính trị gia ký bản Tuyên ngôn Độc lập Mỹ ở thời điểm đó, Hopkins đã đề cập 5 người nô lệ trong di chúc của mình vào năm 1760 trong số đó bao gồm một đàn ông, một phụ nữ và ba đứa trẻ. Những người nô lệ này sẽ được để lại cho các thành viên thân thiết trong gia đình Hopkins sau khi ông mất cùng với lời hướng dẫn về cách cư xử với họ; đây là một điều hiếm có ở bất kỳ chủ nô nào. Những thông tin trong bản di chúc đã nêu ra rằng nữ nô lệ Fibbo (hoặc tên Phibo hay Phebe) sẽ đến phục vụ vợ Hopkins là Anne và được đối xử theo cách giúp "Fibbo không còn cảm thấy nô lệ là một gánh nặng"; và Saint Jago sẽ đến phục vụ Rufus, con trai cả của Hopkins và được đối xử theo cách "giúp cuộc sống của anh ta có thể trở nên dễ dàng và thoải mái hơn." Mặc vậy, bản di chúc chưa bao giờ được thực hiện vì Hopkins đã sống thêm 25 năm và nội dung trong bản di chúc này đã được thay đổi.
Vào ngày 28 tháng 10 năm 1772, Hopkins trả tự do cho Saint Jago, trong văn thư giải phóng nô lệ của mình, ông viết:
Nhưng, xét về mặt cơ bản, và trước hết nhận ra rằng lòng nhân từ và khoan dung của Thánh Đức Chúa Trời Toàn Năng, bởi Phúc âm của Chúa Giê-su của chúng ta: Thánh Linh may mắn đã dạy cho tất cả những con người trung thực tuân theo thiên lệnh của Ngài rằng, việc giữ bất kỳ Sinh vật có lý tính nào trong cảnh trói buộc giam cầm như một nô lệ, những người vốn có khả năng tự cung cấp và chăm sóc một cách độc lập cho chính họ trong tình trạng tự do: hoàn toàn toàn không tương xứng với sự Công chính và Thánh thiện của Người.

Hopkins thấy rằng sự trói buộc vào những "loài sinh vật có lý trí" vốn tự lập là trái với ý muốn Chúa Trời; nhưng ông cũng cho rằng việc trả tự do không màng điều kiện cho những người nô lệ là một hành động vô trách nhiệm đối với ông. Cũng chính vì điều này, Hopkins từ chối trả tự do cho Fibbo, và ông đã trả giá bằng việc từ bỏ tư cách thành viên Quaker. Hopkins cho rằng "những đứa con của nữ nô lệ Fibbo cần sự chăm sóc từ một người mẹ." Và những nô lệ khác của do ông sở hữu không được trả tự do cho đến sau khi ông mất, nhưng trong đó có Primus và Bonner Jr., hai nô lệ hiếm hoi khác của Hopkins đã sống một phần độc lập vài năm trước khi ông qua đời.
Vào năm 1774, trong thời gian phục vụ trong Đại Hội đồng lập pháp Rhode Island, Hopkins đưa ra một dự luật trong đó ngăn cấm việc nhập khẩu nô lệ vào thuộc địa. Dư luật này đã trở thành một trong những đạo luật chống buôn bán nô lệ đầu tiên tại Hoa Kỳ. Ngoài ra, một số áp lực lớn khác tại Rhode Island dẫn đến nảy sinh nhiều hạn chế hơn đối với việc buôn bán nô lệ tại vùng đất này là tỷ lệ dân cư sinh sống là tín hữu Quakers chiếm một tỷ lệ lớn.

## Qua đời và di sản

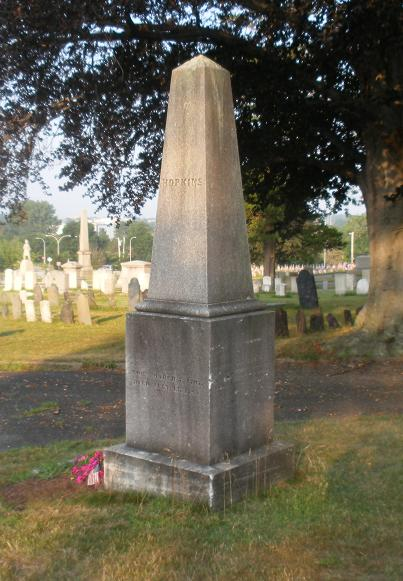
Mộ của Hopkins, Nghĩa trang North Burial Ground, Providence

Tháng 9 năm 1776, với tình trạng suy giảm sức khỏe đã buộc Hopkins phải từ bỏ phục vụ tại Quốc hội Lục địa để trở về Rhode Island, tuy nhiên Hopkins vẫn là một thành viên tích cực của đại hội đồng lập pháp Rhode Island trong suốt những năm 1777 đến năm 1779. Ông mất tại Providence trong nhà riêng của mình vào ngày 13 tháng 7 năm 1785, ở tuổi 78, và được chôn cất tại Nghĩa trang North Burial Ground cùng thành phố này.
Năm 1753, Hopkins đã hỗ trợ thành lập Providence Library Company, ông đồng thời là thành viên của Hiệp hội Triết học Newport. Thị trấn Hopkinton của Rhode Island sau này được đặt theo tên ông. Một con tàu lớp Liberty mang tên SS Stephen Hopkins đã được đặt theo tên Hopkins để vinh danh ông, đây là con tàu đầu tiên của Hoa Kỳ đánh chìm một tàu chiến Hải quân Đức trong Thế chiến II.
Ông cũng có công trong việc thành lập Trường Đại học thuộc địa Rhode Island và các đồn điền Providence của Anh (ngày nay là Đại học Brown) và là người được thụ ủy sáng lập. Từ năm 1764 đến năm 1785, Hopkins là hiệu trưởng đầu tiên của trường học này. Nhà Thống đốc Hopkins của ông ban đầu nằm trên góc đường Hopkins và South Main tại Providence, sau khi Hopkins qua đời ngôi nhà này về sau đã được chuyển đi hai lần nằm trên các địa điểm khác nhau của Phố Hopkins. Ngôi nhà hiện tọa lạc rìa khuôn viên Đại học Brown nằm tại số 15 Phố Hopkins, góc Phố Benefit, và đây là một Di tích Lịch sử Quốc gia Hoa Kỳ.
Ezra Stiles, một mục sư công giáo, trong nhật ký của mình đã viết về Hopkins rằng, "Tôi hiểu rõ về Thống đốc Hopkins. Ông ấy là một thiên tài sáng suốt, rất tinh tế, mưu mẹo, hấp dẫn và gan dạ." Stiles đề cập thêm về Hopkins là một "con người có tính kiên trì và quyết tâm cao quý" đồng thời là "một nhà ái quốc quang vinh!" Hopkins đã nhận được nhiều lời phê bình tích cực từ nhiều nhà sử học, trong số đó là Sanderson, Arnold và Bicknell, nhưng Richman đơn thuần gọi Hopkins là "chính khách vĩ đại nhất của Rhode Island."

## Đời sống cá nhân
Vào năm 1726, Hopkins kết hôn với Sarah Scott, con gái của Sylvanus Scott và Joanna Jenckes; bà là hậu duệ của Richard Scott và Katharine Marbury, những người đầu tiên định cư tại Đồn điền Providence; bà Marbury là em gái út của Anne Hutchinson, một nhà cải cách tôn giáo. Còn Richard Scott là một tín đồ thuộc giáo phái Quaker đầu tiên của Providence.
Hopkins có tổng cộng bảy người con, và có năm người trong số họ sống đến tuổi trưởng thành. Sau khi bà Sarah Scott qua đời vào ngày 9 tháng 9 năm 1753, ở tuổi 46, Hopkins đã kết hôn với Anne Smith, con gái của Benjamin Smith và không có con. Một trong những người em trai của Hopkins là Esek Hopkins đã trở thành tổng tư lệnh đầu tiên của Hải quân Lục địa Hoa Kỳ, người anh trai  William của ông là một thương gia có tiếng. Jemima Wilkinson, một nhà thuyết giáo Quaker, một trong những người họ hàng của Hopkins, đã được ông xem là một người bạn.

## Ấn phẩm

### Sách, tạp chí
- Arnold, Samuel Greene (1894). History of the State of Rhode Island and Providence Plantations. Quyển 2. Providence: Preston and Rounds. ISBN 9781429022767.
- Austin, John Osborne (1887). Genealogical Dictionary of Rhode Island. Albany, New York: J. Munsell's Sons. ISBN 978-0-8063-0006-1.
- Bamberg, Cherry Fletcher; Hopkins, Donald R. (tháng 1 năm 2012). "The Slaves of Gov. Stephen Hopkins". New England Historical and Genealogical Register. Quyển 33. tr. 11–27. ISBN 978-0-7884-0293-7.
- Bicknell, Thomas Williams (1920). The History of the State of Rhode Island and Providence Plantations. Quyển 3. New York: The American Historical Society. OCLC 1953313.
- Browning, Charles Henry (1883). Americans of Royal Descent. Philadelphia: Porter & Coates.
- Moriarity, G. Andrews (tháng 4 năm 1944). "Additions and Corrections to Austin's Genealogical Dictionary of Rhode Island". The American Genealogist. Quyển 20. tr. 224–25.
- Richman, Irving Berdine (1905). Rhode Island: A Study in Separatism. Boston and New York: Houghton Mifflin Company. tr. 191. Stephen Hopkins.
- Sanderson, John; Conrad, Robert Taylor (1846). Biography of the Signers to the Declaration of Independence. Philadelphia: Thomas, Cowperthwait & Company. Stephen Hopkins.
- Smith, Joseph Jencks (1900). Civil and Military List of Rhode Island, 1647–1800. Providence, RI: Preston and Rounds, Co. hopkins.
- Staples, William R. (1845). The Documentary History of the Destruction of the Gaspee. Providence: Knowles, Vose, and Anthony. Hopkins.